# 本田恭章
本田恭章（日语：／，1965年5月2日—）是出身於東京都的音樂家、吉他手和演員。為80年代著名視覺系歌手，有日版大衛·西爾維安之稱。在進本鄉高等學校的設計專科後，轉學到明治大學附屬中野高等學校定時制。

## 简介
- 初中3年級時值1981年2月，去看英國搖滾樂隊“JAPAN”武道館演唱會時，被“JAPAN”的官方粉絲俱樂部拍了照片，並刊登在該會報上。之後，作為讀者模特被刊登在音樂雜誌《MUSIC LIFE》上。

- 1981年9月，在TBS電視臺《2年B組仙八先生》中以演員身份出道。與共演的雪布小子三人組（後來改名為雪布樂團）、三田寬子一起博得人氣。

- 1982年5月25日以單曲《0909させて》作為歌手出道。

- 同年，作為超能力者“京極少年”出演了富士電視臺的連續劇《被狙擊的學園》。共演本劇的還有原田知世、高柳良一、伊藤和枝、柳澤慎吾、堀広道、森尾由美。

- 在電視劇出演前後，他以偶像歌手路線發表3張單曲和1張專輯，但由於本人是以搖滾為志向，所以之後暫時停止了單曲的發售。之後連續發表了強調搖滾色、當時很少見的迷你專輯《Kids Disk》3部作品（《1NIGHT KIDS》、《DREAM LIKE FIRE》、《STINGER》）。

- 從那時起，他開始親自作詞作曲。

- 1983年以單曲《再見的SEXY BELL》（作曲為安全地帶的玉置浩二）、河內搖滾（除了娜蒂以外的成員）為背景，發表了在倫敦錄音的專輯《ANGEL OF GLASS》。《Keep Our Fire Burning》是河內的安迪·麥考伊的樂曲。之後由邁克爾·門羅進行補充作詞，由河內自行翻唱。

- 1984年，發表了單曲《SHAKE&SHAKE天堂》，出演了森永制果地區限定發售的“莎士比亞”的CM。雖然也很期待CM在全國播出，但當時由於引起社會騷動的“固力果・森永事件”的影響而未能實現。同年11月作為10多歲的歌手首次在日本武道館舉行演唱會。

- 1985年，在舊金山拍攝了單曲《LAST DANCE》的文宣視頻。

- 1986年，單曲《ONLY YOU》最後一次暫停了個人活動。

- 1986年，搖滾樂隊“The TOYS”成立。1987年5月25日率領該樂團的首次演唱會。

- 1991年，“The TOYS”解散。Solo活動再開。

- 現在也以LIVE HOUSE為中心活動中。（除了以往的樂團風格外，原聲演唱會活動也在新增。）

## 小插曲
80年代當時，媒體很少見地報導了化妝、耳環、五顏六色時尚的他，現在是三個孩子的父親。。

## 使用樂器
- 東海楽器・Talbo
- イーエスピーESP ギブソン・エクスプローラー
- イーエスピーESP ギブソン・レスポール|レスポールタイプ

## 音樂作品

### 單曲
| Philips Records |                          |                |       |           |                                               |          |                 |                   |            |          |
| 1st             | 0909させて               | 1982年5月25日  | EP    | 7PL-76    | 0909させて 謎めく・・・シャーロック           | 大津彰   | 鈴木キサブロー  | 武部聡志          |            |          |
| 2nd             | ジュテーム・スキャンダル | 1982年8月5日   | EP    | 7PL-89    | ジュテーム・スキャンダル 瞳にテンプテーション | 大津彰   | 鈴木喜三郎      | 武部聡志          |            |          |
| 3rd             | ☆BOY                     | 1982年10月25日 | EP    | 7PL-97    | ☆BOY ラヴ・マジック                           | 大津彰   | 鈴木喜三郎      | 武部聡志          |            |          |
| 4th             | サヨナラのSEXY BELL      | 1983年11月1日  | EP    | 7PL-138   | サヨナラのSEXY BELL One Night Heaven          | 大津彰   | 鈴木喜三郎      | 玉置浩二 武部聡志 |            |          |
| 5th             | SHAKE&SHAKEパラダイス    | 1984年5月21日  | EP    | 7PL-157   | SHAKE&SHAKEパラダイス Miss DEVIL              | 大津彰   | 鈴木喜三郎      | 武部聡志 本田恭章 |            |          |
| 6th             | It's no FASHION GAME     | 1984年10月10日 | EP    | 7PL-170   | It's no FASHION GAME Turns Blue               | 本田恭章 | 本田恭章        | 本田恭章          |            |          |
| 7th             | Take The Floor           | 1985年1月25日  | EP    | 7PL-178   | Take The Floor HIGH STYLE                     | 本田恭章 | 本田恭章        | 本田恭章          |            |          |
| 8th             | Last Dance               | 1985年9月5日   | EP    | 7PL-200   | Last Dance Rainy Life                         | 大津彰   | 鈴木喜三郎      | 武部聡志          | 本田恭章   | 徳家敦   |
| 9th             | ONLY YOU                 | 1986年5月2日   | EP    | 7PL-218   | ONLY YOU LOOK MY WAY WEAジャパン              | 本田恭章 | Brett Raymond   | 大津彰            | 鈴木喜三郎 | 武部聡志 |
| 10th            | EROTIC BEAT              | 1993年6月25日  | 8cmCD | WMD-33028 | EROTIC BEAT CHANGE YOUR WAY                   | 本田恭章 | 本田恭章 吉田健 | 本田恭章          |            |          |

## 書籍
- ガラスの天使（寫真集、1982年3月20日）
- ジュテーム・スキャンダル（フォト&エッセイ、1982年8月5日）
- BOYは今…（フォト&エッセイ、1982年12月20日）
- 「STINGER」（大型アートブック、1983年7月10日）
- いかれたダイヤモンド―本田恭章・虚像を超える瞬間（平山雄一著、1984年2月1日）
- ROCK PIX（寫真集、1984年5月9日）
- アンソロジー（フォト&エッセイ、1984年8月25日）
- STAY GOLD（寫真集、1986年3月25日）
- Re Experience Visual（ビジュアルブック、2007年5月25日）
- 35th Visual Book（ビジュアルブック、2017年5月2日）

## 演出作品

### 電視劇
- 2年B班仙八老師（日语：2年B組仙八先生）（1981年、TBS電視台） - 飾 上田夏彦
- 小指猛擊大逆轉（日语：ピンキーパンチ大逆転）（1982年、富士電視台）- 飾 夫婦
- 父母親和孩子的誤算（日语：親と子の誤算）（1982年、TBS） - 飾 ミュージシャン

### 電影
- 被狙擊的學園（1982年、富士電視台） - 飾 京極少年
- 電腦黑魔 （1995年、東映） - 飾 古魯謝夫

### 綜藝節目
- Let's Go Young（日语：レッツゴーヤング）（日本廣播協會）
- 蘋果城500（日语：アップルシティ500）（TBS）
- JanJan星期六（日语：JanJanサタデー）（靜岡第一電視台）
- 靈感詐欺第六感（日语：霊感ヤマカン第六感）（朝日放送）
- TOKIOロックTV（東京電視台）

### CM
- 森永製菓「シェークンシェーク」（地區限定發售：1984年）
- 原宿BLACK（1984年）

## 成就
- 在武道館開演唱會最年輕藝人 (1984年)

## 附注
- 作為日本視覺系的先鋒，本田恭章和中川勝彥在同樣喜歡美型的女性中人氣一分為二。
- 江口壽史的《停止！！雲雀》中，也有描寫美型男子「本田拓人」這一角色被送了剃刀的故事（因是以本田恭章為原型，但角色又和他相差過大，所以粉絲送給江口壽史一個剃刀抗議）[2]。
- 面對性情豪爽、態度低沉、愛開玩笑的中川勝彥，本田以正統派視覺系的妖豔魅力和神秘角色為賣點。
- 腐女向雜誌《JUNE》中南原四郎的南原企劃、《阿蘭》（之後，月光、月之光、牧歌甜瓜等，澤田研二、中川勝彥都是常客），本田恭章也是這雜誌的常客之一。
- 他和中川勝彥的CP在當時的腐女圈很受歡迎，還是眾多耽美（BL）雜誌讀者投稿同人文最多次的人（之後他本人以及事務所以侵犯隱私權控訴，之後讀者寫他的名字時都改用「H少年」代稱）。
- 小室哲哉在TM NETWORK出道時，經常在當時的採訪中說“會被誤認為是本田恭章”[3]。

### 出典
1. ↑  爆報! THE フライデー 2013年10月18日の放送より
2. ↑  江口寿史の「ストップ!! ひばりくん!」でも、美形男子の〈本田拓人〉というキャラクターにカミソリが送られてきたと作中で語られている
3. ↑  小室哲哉が「笑っていいとも!」に生出演した際にも昔のエピソードとしてタモリに語っている。